# Nos reímos juntos
Nos reímos juntos es un programa de televisión humorístico, argentino, en donde se mostraban los bloopers cometidos en las ficciones diarias y programas de la cadena Telefe. desde 2014 el programa paso a emitirse una o dos veces al año en casos especiales, en vez de ser una vez por semana.

## Información general
En el programa se mostraban los errores, furcios, equivocaciones, bloopers y material inédito de las grabaciones de las tiras y programas del canal.
El programa se emitió el 7 de septiembre de 2012 en el horario de las 22:25. Su fecha de estreno original era el 3 de septiembre pero debió ser postergada por una cadena nacional. Su horario también sufrió un leve cambio (era el de las 22:15) debido a que antes del programa, Telefe trasmitió el partido de fútbol por las Eliminatorias Brasil 2014 entre Argentina y Paraguay, debió retrasarse varios minutos.

## Recepción
Según el Grupo IBOPE, en su debut promedió 18.6 puntos de rating (con picos de 22), siendo el quinto programa más visto del día. Logró vencer a su competidor directo Sos mi hombre, pero no lo logró con su otro competidor: Showmatch.

## Audiencia
| Viernes | 7 de septiembre de 2012  | 18.6 | Si (Sos mi hombre) / No (Showmatch)              | Quinto                 | [ 6 ]  |
| Viernes | 2 de noviembre de 2012   | 15.2 | Si (Telenoche) / No (Sos mi hombre)              | Quinto                 | [ 7 ]  |
| Martes  | 20 de noviembre de 2012  | 21.4 | Si (Showmatch)                                   | Segundo                | [ 8 ]  |
| Viernes | 7 de diciembre de 2012   | 16.5 | Si (Daños colaterales)                           | Segundo                | [ 9 ]  |
| Jueves  | 20 de diciembre de 2012  | 13.2 | No (Sos mi hombre)                               | Cuarto                 | [ 10 ] |
| Lunes   | 6 de mayo de 2013        | 12.6 | Sí (Sos mi hombre)                               | Tercero                | [ 11 ] |
| Lunes   | 13 de mayo de 2013       | 11.8 | Sí (Sos mi hombre)                               | Tercero                | [ 12 ] |
| Jueves  | 25 de julio de 2013      | 9.3  | Sí (Caiga quien caiga)                           | Sexto                  | [ 13 ] |
| Jueves  | 1 de agosto de 2013      | 11.7 | Sí (Caiga quien caiga)                           | Sexto                  | [ 14 ] |
| Lunes   | 12 de agosto de 2013     | 6.9  | No (A todo o nada)                               | No estuvo en el top 10 | [ 15 ] |
| Lunes   | 9 de septiembre de 2013  | 10.6 | No (Solamente vos)                               | Quinto                 | [ 16 ] |
| Lunes   | 16 de septiembre de 2013 | 12.0 | No (Solamente vos)                               | Quinto                 | [ 17 ] |
| Sábado  | 25 de octubre de 2014    | 7.1  | Sí (Fútbol Para Todos) / Sí (La cocina del show) | No estuvo en el top 10 | [ 18 ] |
| Viernes | 30 de diciembre de 2016  | 9.0  | Si (Telenoche) / No (Esposa joven)               | Quinto                 | [ 19 ] |

## Ficha técnica
- Creatividad y guion: Damián Ber
- Realización: Gabriel Magnanelli
- Locutor: Patricio Pepe
- Musicalización: Claudio Bravo
- Diseño gráfico: Nuria Riu y Ricardo Luna
- Producción: Eleonora Ranni y Marcelo Mateo
- Producción Ejecutiva: Martín Elizagaray
- Jefe de Archivo: Marcelo Mazzitello